# Chiesa di San Pietro in Briano
La chiesa di San Pietro in Briano, conosciuta anche come chiesa di San Pietro in Brian è una chiesa sussidiaria della parrocchia di San Giorgio Martire in Cazzano di Tramigna, in provincia e diocesi di Verona; fa parte del vicariato dell'Est Veronese, precisamente dell'Unità Pastorale Soave - Monteforte,

## Storia
La chiesetta, circondata da ulivi, sorge sul monte che prende il nome dal santo titolare, San Pietro, e non è lontana dalla strada che da Cazzano sale per la località Monti e poi conduce a Montecchia di Crosara.
Risulta incerta l’epoca di costruzione dell’edificio, anche se le ipotesi vanno dal XII al XIII secolo. C’è chi non esclude la presenza di una cappella nello stesso luogo, sempre dedicata a San Pietro.

Va detto che la prima attestazione documentaria è del 1421, ma gli stessi affreschi presenti dimostrano l’antichità dell’edificio di almeno due secoli rispetto alla prima fonte scritta.
La chiesetta ha conosciuto periodi di decadenza e di danni, dovuti agli abbandoni, ai furti e ai vandalismi. Sicuramente fu sede della confraternita dei Disciplinati, dediti a pratiche devozionali penitenziali.
Dalle visite pastorali sappiamo che nel 1532, ai tempi del Vescovo di Verona Gian Matteo Giberti la chiesetta era abbandonata e in stato di degrado, cosa che non cambia nella visita di trent’anni successiva del Vescovo Agostino Valier, che constata la mancanza della copertura. Il tutto nonostante vi abiti un cappellano nei pressi, in una casa costruita nella metà del XVI secolo. Anche il Vescovo Sebastiano Pisani I, nella metà del XVII secolo, la trova abbandonata e senza porte.
Sicuramente l’edificio sacro è stato restaurato e innalzato nel tempo, quando la struttura a capriate lignee fu eliminata e sostituita da una volta a padiglione.
Nell’Ottocento, a causa delle leggi napoleoniche, i pochi beni della chiesa furono incamerati dal Demanio, tanto che ancora oggi il terreno circostante è di un privato.
Abbandonata nuovamente, tra il 1930 e il 1933 vi fu il restauro del tetto, con la demolizione della volta per ricostruire la struttura a capriate lignee a vista, anche se ad un’altezza più alta rispetto all’originale.
Anche dopo la Seconda Guerra Mondiale la chiesetta fu restaurata, mentre non si sa quando scomparve la casa del cappellano.
Nel 1990 furono restaurati dalla Soprintendenza gli affreschi interni ed esterni. Questi ultimi furono nuovamente restaurati nel 2002.

## Descrizione

### Esterno

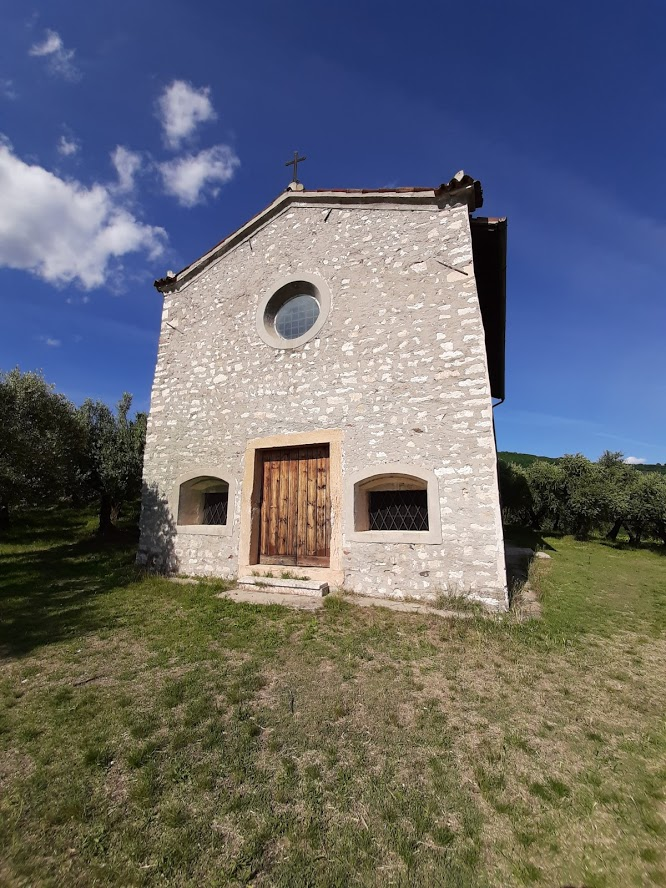
La facciata

La facciata a capanna in stile romanico, rivolta verso ovest, è molto semplice, con la tessitura muraria in pietra lasciata a vista e con il portale rettangolare al centro, mentre ai lati si aprono due finestre strombate a sesto ribassato.

In asse con il portale, in alto, è presente un oculo, mentre al culmine della facciata vi è una piccola Croce metallica.

Si ritiene che le tre aperture della facciata, che introducono la luce naturale nella chiesetta, risalgano alla sopraelevazione avvenuta in passato.

#### Gli affreschi sulla parete meridionale
Sulla parete meridionale, interamente intonacata rispetto a quella settentrionale, anch’essa con muratura in pietra lasciata a vista, sono presenti alcuni affreschi databili al XIII secolo e restaurati nel 1990 e nel 2002.
Gli affreschi, sicuramente ben visibili fino alla metà del XX secolo, hanno come soggetto una Crocifissione, una Madonna e Santi, i Santi Apollonia, Caterina d'Alessandria sulla ruota del martirio, Margherita e Bartolomeo, il profeta Giona e San Pietro salvato da Gesù mentre affonda nelle acque, oggi di non facile lettura.

Più visibile è il gigantesco San Cristoforo, che, in punto mostra un lacerto di affresco sottostante, forse raffigurante lo stesso soggetto.

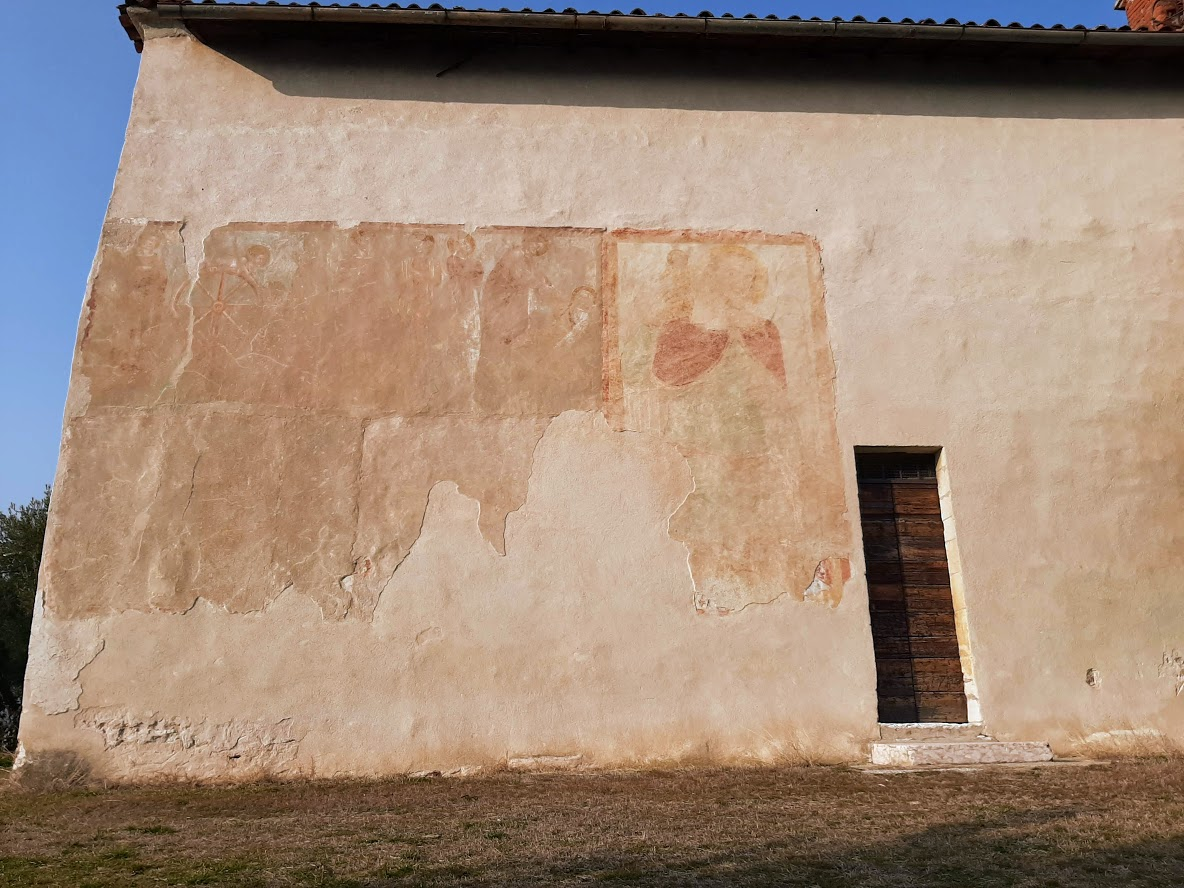
Gli affreschi della parete meridionale esterna nel 2020.

### Interno
All’interno la chiesetta si presenta con un’unica aula rettangolare di 10,60x7,60 metri.
Il pavimento è in pianelle di cotto posate a spina di pesce, mentre al centro dell’aula vi è una lastra tombale in pietra bianca.
La copertura è in capriate lignee, costruita nel XX secolo dopo la distruzione della volta a padiglione (di cui rimane la cornice in stucco su cui era impostata), che a sua volta aveva sostituito l’originale copertura a capriate, la quale era più bassa di quota.
Il presbiterio, sopraelevato di un gradino, in pietra calcarea bianca, è pavimentato con mattoni in cotto a corsi paralleli.
Dietro all’altare maggiore, su cui sono state poste nel 1996 due statue contemporanee dei Santi Pietro e Paolo in sostituzione di quelle in pietra dipinta, trafugate nella seconda metà del XX secolo, vi è l’abside a base semicircolare, ricostruita nel tempo.
Sopra l’arco trionfale a sesto lievemente ribassato era collocato un quadro su tela del XVI secolo con San Pietro in Cattedra tra i Santi Giorgio e Bartolomeo, oggi collocato nell’Oratorio di San Luigi Gonzaga in Cazzano dopo il restauro per motivi di sicurezza e conservazione, visto il cattivo stato in cui si trovava l’opera.

#### Gli affreschi
La cosa che balza immediatamente agli occhi è la presenza di due registri di affreschi sulla controfacciata e sulle pareti settentrionale e meridionale, rendendo l’edificio particolarmente significato per lo studio della pittura veronese della prima metà del XIV secolo, restaurati nel 1990.
Evidente la differenza di esecuzione degli affreschi che documentano la presenza di più frescanti, con la differenza tra chi, come Mastro Cicogna, di cui troviamo opere anche nel vicino Santuario del Santissimo Crocifisso in San Felice, era legato alla tradizione veronese, con radici romaniche e bizantineggianti, e chi ha seguito, seppur con originalità, la lezione di Giotto.
Sulla parete sud, poi, è presente l’unico ciclo pittorico ad affresco del Trecento in provincia di Verona, avente come tema la Passione di Cristo e suddivisa in sei riquadri: il primo è andato perduto, mentre nel secondo vi è la Crocifissione, poi in ordine la Deposizione, la Discesa agli inferi, la Resurrezione e l’Ascensione, con quest’ultima con qualche richiamo a quella affrescata da Giotto nella Cappella degli Scrovegni.

L’autore è un maestro ignoto che sembra, secondo gli esperti, avere dipinto opere che ricordano la scuola riminese. Da segnalare anche l’uso della gamma cromatica schiarita, che rendo questo anonimo pittore un’eccezione nel contesto scaligero e dall’evidente formazione giottesca, seppur di derivazione lombarda.
Se nella parete nord abbiamo un’Ultima Cena e altri riquadri votivi, senza correlazione tra loro, opere trecentesche di Maestro Cicogna, altro discorso riguarda la Teoria dei Dodici Apostoli in controfacciata, che hanno fatto pensare all’intervento di un terzo pittore nella chiesetta, riconosciuto come l’Aiuto del Maestro della Crocifissione del Santuario di San Felice.

## Campanile e campana

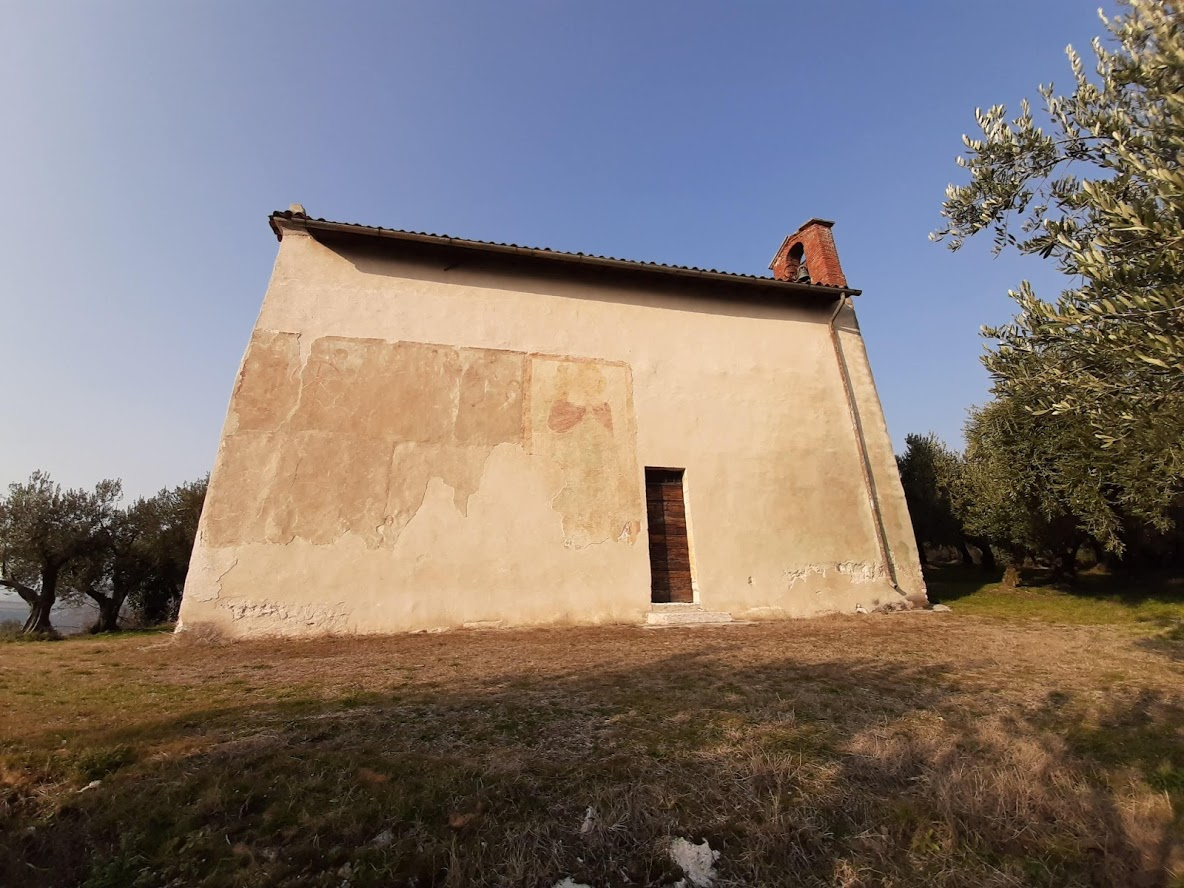
Il campanile a vela, che sorge sulla parete orientale della chiesetta.

Sulla falda di copertura meridionale, all’altezza del presbiterio, è presente un campanile a vela in mattoncini di laterizio, su cui è collocata una campana montata alla veronese e fusa nel XIX secolo dalla fonderia Cavadini di Verona.